# Echinomuricea costata
Echinomuricea costata är en korallart som beskrevs av Nutting 1910. Echinomuricea costata ingår i släktet Echinomuricea och familjen Plexauridae. Inga underarter finns listade i Catalogue of Life.